# Samaniego
Samaniego – gmina w Hiszpanii, w prowincji Araba, w Kraju Basków, o powierzchni 10,64 km². W 2011 roku gmina liczyła 331 mieszkańców.